# 海伦·菲尔丁
海伦·菲尔丁（英語：Helen Fielding，1958年2月19日—），英国女作家，代表作《布里吉特·琼斯的日记》，现在给多家英国报纸撰稿。2003年被《觀察家報》选为50个最有趣的英国喜剧作家之一。
出生于英國约克郡，毕业于牛津大学牛津大學聖安妮學院，主修英语文学，后来在伦敦生活。她在BBC工作多年，曾製作过一些非洲题材的记录片。
《布里吉特·琼斯的日记》最初只是在《独立报》及《每日电讯报》连载出版的专栏，但在1996年結集成書後，先於1998年获英國圖書大獎年度圖書獎（British Book of the Year, British Book Awards），然后更於2001年被改编成同名电影。此書的續集《BJ的單身日記：都是男人惹的禍》亦曾被原班人馬改編成電影。2013年出版的第三本小說《Bridget Jones: Mad About the Boy》亦於2025年再度改編成電影。

## 個人生活
約1999年開始和電視編劇及監製凱文·柯倫（2016年癌症病逝）在一起，兩人育有一子一女，但兩人在2009年分手。

## 作品
- 《名流風暴》（Cause Celeb 1994）：諷刺小說
- 《布里吉特·琼斯的日记》（Bridget Jones's Diary，1996）
- 《BJ的單身日記：都是男人惹的禍（英语：Bridget Jones: The Edge of Reason (novel)）》（Bridget Jones: The Edge of Reason，1999）
- 《OJ愛情大冒險》（Olivia Joules and The Overactive Imagination，2003），搞笑間諜小說，背景為邁阿密、洛杉磯、英格蘭及蘇丹
- Bridget Jones: Mad About the Boy (2013)

短篇
- Ox-tales (2009) a collection of short stories in aid of Oxfam[2]

## 外部連結
- 《衛報》上有關菲爾丁的文章及特寫 （页面存档备份，存于）
- 海伦·菲尔丁在互联网电影资料库（IMDb）上的資料（英文）
- 海伦·菲尔丁在豆瓣上的资料（简体中文）